# ボルゴマーレ
ボルゴマーレ（伊: Borgomale）は、イタリア共和国ピエモンテ州クーネオ県にある、人口約400人の基礎自治体（コムーネ）。

## 地理

### 位置・広がり

#### 隣接コムーネ
隣接するコムーネは以下の通り。
- アルバ
- ベネヴェッロ
- ボージア
- カスティノ
- レークイオ・ベッリア
- トレッツォ・ティネッラ